# Litewska Partia Demokratyczna
Litewska Partia Demokratyczna (lit. Lietuvos demokratų partija, LDP) – litewska partia polityczna, reprezentująca nurt niepodległościowy, działająca w latach 1989–2001.

## Historia
Ugrupowanie zarejestrowano w 1989, swoją nazwą nawiązało do partii działającej w latach 1902–1922. Na jej czele stanął Saulius Pečeliūnas.
Do wybranego w 1990 parlamentu (wówczas jeszcze Rady Najwyższej LSRR) weszło kilku przedstawicieli LDP, startujących z listy ruchu Sąjūdis lub z jego oficjalnym poparciem. Po kilku miesiącach doszło do niewielkiego rozłamu, gdy część działaczy (skupionych wokół posła Petrasa Vaitiekūnasa) poparła zachowawcze działania Kazimiery Prunskienė, podczas gdy większość (w tym lider LDP) opowiadała się za wspieraniem Vytautasa Landsbergisa.
W wyborach w 1992 demokraci uzyskali 3 mandaty w 141-osobowym Sejmie (w ramach koalicji z chadekami oraz Związkiem Więźniów Politycznych i Zesłańców). W 1996 wprowadzili do parlamentu 2 przedstawicieli (w ramach koalicji ze Związkiem Litewskich Narodowców). W 2000 żaden z kandydatów LDP nie dostał się do parlamentu.
W październiku 2001 partia połączyła się z trzema innymi małymi pozaparlamentarnymi ugrupowaniami, w tym Ojczyźnianą Partią Ludową, tworząc Litewski Związek Prawicy, który po dwóch latach działalności wszedł w skład Związku Ojczyzny.